# Letsi
Letsi är ett vattenkraftverk beläget nära Vuollerim i Jokkmokks kommun, i Lilla Luleälven. Det var det första kraftverket som byggdes i älven, och är idag landets fjärde största. Dammen skapar Letsimagasinet, som är ett de många mindre magasinen i Lilla Luleälven. Medelvattenföringen är 181 m³/s. Kraftverket utnyttjar fallhöjden mellan selet Valjates och kraftverket Porsi i Vuollerim, där Stora Luleälven och Lilla Luleälven förenas.

Nedströms dammen finns ett antal grunddammar.